# 6870 Pauldavies
6870 Pauldavies este o planetă minoră (asteroid), cu un diametru de 2,546 km, din centura de asteroizi. A fost descoperită pe 28 iulie 1992 la Observatorul Siding Spring de Robert H. McNaught și a fost numită după Paul Davies⁠(d). 
Obiectul prezintă o orbită caracterizată de o semiaxă mare de 1,9273525 UAi, o excentricitate de 0,11, o înclinație de 24,90614 ° în raport cu ecliptica.